# 廖慶松
廖慶松（1950年—），台灣資深剪接師，自1973年入行至今已剪接上百部電影作品。

## 生涯
廖慶松首部剪接之作品為《汪洋中的一條船》，入圍金馬獎最佳剪輯。1980年代起與侯孝賢、楊德昌、萬仁等台灣新浪潮電影導演密切合作，包含《兒子的大玩偶》、《風櫃來的人》、《海灘的一天》、《恐怖分子》、《戀戀風塵》等電影，有「台灣新電影褓母」之稱。
廖慶松與侯孝賢合作四十餘年至今，作品包含《悲情城市》、《愛你愛我》、《刺客聶隱娘》等。廖本人亦執導過1988年電影《海水正藍》。
1999年《海上花》開始擔任監製，除侯孝賢的電影外，也協助許多年輕新導演。曾任台北藝術大學電影創作研究所兼任副教授，並於台灣藝術大學電影系、世新大學廣播電視電影學系等大學任教，執教超過20年。
近年挑戰各種不同型式的電影，如議題電影《塔洛》、《踏血尋梅》、《捐贈者》，情境喜劇《驢得水》、文學電影《不成問題的問題》、紀錄片《二十二》、《我在故宮修文物》（電影版）、《徐自強的練習題》，剧情片《快把我哥带走》（电影）、《女兒的女兒》、《翁丁》（紀錄片）等。

## 榮譽
2002年獲頒第39屆金馬獎年度最佳台灣電影工作者。
2006年獲頒第十屆國家文藝獎電影類。
2018年獲頒第55屆金馬獎特別貢獻獎。
2023年第60屆金馬獎，與大塚龍治以電影《石門》獲得最佳剪輯獎。

## 金馬獎入圍紀錄
| 入圍年份 | 入圍影片名稱           | 項目                   |
| -------- | ---------------------- | ---------------------- |
| 1978     | 汪洋中的一條船         | 剪輯                   |
| 1984     | 風櫃來的人             | 剪輯                   |
| 1985     | 結婚                   | 剪輯                   |
| 1989     | 悲情城市               | 剪輯                   |
| 1995     | 好男好女               | 剪輯                   |
| 1995     | 超級大國民             | 最佳原著劇本           |
| 2001     | 十七歲的單車           | 剪輯                   |
| 2002     | 美麗時光               | 剪輯                   |
| 2002     | 年度最佳台灣電影工作者 |                        |
| 2005     | 最好的時光             | 剪輯                   |
| 2013     |                        | 年度台灣傑出電影工作者 |
| 2015     | 刺客聶隱娘             | 剪輯                   |
| 2017     | 笨鳥                   | 剪輯                   |
| 2018     | 後來的我們             | 剪輯                   |
| 2018     | 特別貢獻獎             |                        |
| 2023     | 石門                   | 剪輯                   |